# 72 Seasons
72 Seasons (englisch für 72 Jahreszeiten) ist das elfte Studioalbum der US-amerikanischen Heavy-Metal-Band Metallica. Es wurde am 14. April 2023 von ihrem eigenen Label Blackened Recordings veröffentlicht.

## Produktion
Das Album wurde von dem Musikproduzenten Greg Fidelman und den beiden Bandmitgliedern James Hetfield und Lars Ulrich produziert. Fidelman hatte auch das vorherige Studioalbum der Band Hardwired…to Self-Destruct aus dem Jahre 2016 produziert. Es war das zweite Studioalbum der Band, das über das bandeigene Label Blackened Recordings veröffentlicht wurde. In einem Interview mit dem offiziellen Podcast des australischen Magazins The Music’s im März 2019 hatte Bassist Robert Trujillo erstmals öffentlich erwähnt, dass Metallica begonnen hätten, an neuem Material für ihr nächstes Studioalbum zu arbeiten.

„,Ich freue mich auf das nächste Album, weil ich glaube, dass es auch ein Höhepunkt der beiden [vorherigen] Alben und eine weitere Reise sein wird. Es gibt keinen Mangel an originellen Ideen, das ist das Schöne daran, in dieser Band zu sein.' Er schätzte, dass das Album viel früher veröffentlicht werden würde als die beiden vorherigen. ,Dieses Mal denke ich, dass wir viel schneller darauf springen und ins Studio springen und mit der Arbeit beginnen können. Wir haben alle geschworen, dieses hier früher als später zum Laufen zu bringen.'“

## Veröffentlichung
Am 28. November 2022 gab Metallica den Titel, das Veröffentlichungsdatum,  die Titelliste und das Albumcover bekannt. Der Albumtitel 72 Seasons – also 72 Jahreszeiten – bezieht sich laut James Hetfield auf die ersten 18 Jahre im Leben eines Menschen. Die Band veröffentlichte anschließend die erste Single des Albums, Lux Æterna, zusammen mit einem Musikvideo. Darüber hinaus gab die Band die Daten der M72 World Tour durch Nordamerika und Europa bekannt. Metallica wird dabei von den Bands Pantera, Five Finger Death Punch, Ice Nine Kills, Architects, Volbeat, Greta Van Fleet und Mammoth WVH begleitet. Die Tour begann am 27. April 2023 in Amsterdam beginnen und soll am 29. September 2024 in Mexiko-Stadt enden.

## Hintergrund
James Hetfield antwortete auf die Frage, was hinter dem Albumtitel 72 Seasons steckt:

„72 Jahreszeiten. Die ersten 18 Jahre unseres Lebens, in denen unser wahres oder falsches Selbstbild geprägt wird. Das Konzept, das uns von unseren Eltern gesagt wurde, ‚wer wir sind‘. Ein mögliches Schubladendenken darüber, was für eine Art von Persönlichkeit wir sind. Ich denke, der interessanteste Teil davon ist die fortgesetzte Untersuchung dieser Grundüberzeugungen und wie sie unsere heutige Wahrnehmung der Welt beeinflussen. Ein Großteil unserer Erwachsenenerfahrung besteht aus Nachstellungen oder Reaktionen auf diese Kindheitserfahrungen. Gefangene der Kindheit oder sich von diesen Fesseln befreien, die wir tragen.“

## Kommerzieller Erfolg

### Chartplatzierungen
72 Seasons erreichte Platz eins der deutschen Albumcharts. Die Band stand damit zum zehnten Mal an der Spitze der deutschen Albumcharts. Darüber hinaus erreichte das Album auch die Chartspitze der deutschen Vinylcharts, die die Band nach Hardwired…to Self-Destruct zum zweiten Mal anführte. Am Jahresende belegte das Album Rang drei der deutschen Album-Jahrescharts sowie Rang vier der Vinyl-Jahrescharts. Im Vereinigten Königreich gelang es der Band zum vierten Mal, in der Schweiz zum fünften Mal und in Österreich zum achten Mal die Spitze der Albumcharts zu belegen. In den Billboard 200 erreichte Metallica zum zwölften Mal eine Top-10-Platzierung. Mit 146.000 in der Startwoche verkauften Einheiten war 72 Seasons dort das erfolgreichste Hard-’n’-Heavy-Album seit Tools Fear Inoculum 2019.
Darüber hinaus erreichte das Album Platz eins der Charts in Australien, Belgien, Dänemark, Finnland, Frankreich, Griechenland, Irland, Kanada, Kroatien, Neuseeland, den Niederlanden, Polen, Portugal, Schweden und Ungarn.
| ChartsChartplatzierungen       | Höchstplatzierung | Wochen |
| ------------------------------ | ----------------- | ------ |
| Deutschland (GfK)              | 1 (37 Wo.)        | 37     |
| Österreich (Ö3)                | 1 (21 Wo.)        | 21     |
| Schweiz (IFPI)                 | 1 (18 Wo.)        | 18     |
| Vereinigte Staaten (Billboard) | 2 (5 Wo.)         | 5      |
| Vereinigtes Königreich (OCC)   | 1 (5 Wo.)         | 5      |

| ChartsJahrescharts (2023) | Platzierung |
| ------------------------- | ----------- |
| Deutschland (GfK)         | 3           |
| Österreich (Ö3)           | 13          |
| Schweiz (IFPI)            | 6           |

### Auszeichnungen für Musikverkäufe
Das Album wurde in Deutschland im Juli 2023 für mehr als 100.000 Verkäufe mit einer Goldenen Schallplatte ausgezeichnet.
| Land/Region                  | Auszeichnungen für Musikverkäufe (Land/Region, Auszeichnung, Verkäufe) | Verkäufe |
| ---------------------------- | ---------------------------------------------------------------------- | -------- |
| Deutschland (BVMI)           | Gold                                                                   | 100.000  |
| Frankreich (SNEP)            | Gold                                                                   | 50.000   |
| Polen (ZPAV)                 | Platin                                                                 | 20.000   |
| Vereinigtes Königreich (BPI) | Silber                                                                 | 60.000   |
| Insgesamt                    | 1× Silber · 2× Gold · 1× Platin ·                                      | 230.000  |

Hauptartikel: Metallica/Auszeichnungen für Musikverkäufe